# Winnen
Winnen ist eine Ortsgemeinde im Westerwaldkreis in Rheinland-Pfalz. Sie gehört seit 1972 der damals neu gebildeten Verbandsgemeinde Westerburg an.

## Geographie
Winnen liegt vier Kilometer östlich von Westerburg im Westerwald. Der nördliche Gemarkungsbereich der Gemeinde umschließt den südlichen Teil des 80 ha großen Wiesensees.
Unmittelbar vor der südlichen Ortslage, wo seit Herbst 2007 der Westerwaldsteig entlangführt, fällt das Gelände zum Elbbachtal hin ab. Im nördlichen Gemeindegebiet liegt das Naturschutzgebiet Seebachtal.

## Geschichte
Die erste urkundliche Erwähnung des Ortes datiert aus dem Jahr 879, als Graf Gebhard im Lahngau dem Severusstift in Gemünden Ländereien schenkte.
Für 1490 ist erstmals ein Heinburger nachgewiesen, 1624 ein Bürgermeister. 1699 wurde ein Euler(=Töpfer)ofen betrieben. 1728 wird erstmals ein Jahrmarkt im Ort erwähnt, 1811 eine Schule.
Winnen gehörte bis Anfang des 19. Jahrhunderts zur Herrschaft Westerburg und kam 1806 im Zuge der Bildung des Rheinbunds unter Napoleon zum Großherzogtum Berg. 1813 kam Winnen vorübergehend an das Haus Oranien-Nassau und infolge des Wiener Kongresses 1815 an das Herzogtum Nassau. Unter der nassauischen Verwaltung gehörte die Gemeinde Winnen zur Standesherrschaft Leiningen-Westerburg im Amt Rennerod. Im Jahr 1858 lebten in Winnen 76 Familien und 319 Einwohner. 1866 kam das Herzogtum Nassau und damit auch Winnen zum Königreich Preußen.
Bevölkerungsentwicklung
Die Entwicklung der Einwohnerzahl von Winnen, die Werte von 1871 bis 1987 beruhen auf Volkszählungen:
| Jahr | Einwohner              |
| 1490 | 6 Hausgesessen         |
| 1520 | 19 Sakramentpflichtige |
| 1621 | 10 Häuser              |
| 1656 | 7 Haushalte            |
| 1728 | 9 Häuser               |
| 1760 | 119                    |
| 1815 | 225                    |
| 1835 | 284                    |
| 1871 | 338                    |

| Jahr | Einwohner |
| 1905 | 289       |
| 1939 | 292       |
| 1950 | 312       |
| 1961 | 296       |
| 1970 | 306       |
| 1987 | 395       |
| 1997 | 442       |
| 2005 | 465       |
| 2023 | 517       |

## Politik

### Bürgermeister
Ralf Wengenroth wurde am 3. Juli 2019 Ortsbürgermeister von Winnen. Bei der Direktwahl am 26. Mai 2019 war er mit einem Stimmenanteil von 94,55 % für fünf Jahre gewählt worden. Er wurde im Juni 2024 wiedergewählt.
Wengenroths Vorgänger als Ortsbürgermeister war bis 2019 Jürgen Simon.

### Wappen
Die Blasonierung lautet: „Rundschild durch Göpelschnitt geteilt, vorne in Blau ein rotbewehrter und -gezungter Löwe, hinten in Gold ein grüner Lindenzweig mit neun Blättern, unten in Rot eine silberne Waagschale.“
Der Lindenzweig steht symbolisch für das „Stuhllindengericht“ Winnen, welches bis in das 17. Jahrhundert für neun Zehnten zuständig war. Dafür stehen auch die neun Lindenblätter. Weiter wird die Gerichtsbarkeit durch die Waagschale dokumentiert. Der gezungte Löwe, zeigt die frühere Zugehörigkeit zum Herrschaftsgebiet zum Haus Nassau, daher auch die goldene und blaue Feldfarbe, den Hausfarben Nassaus. Die rote Feldfarbe erinnert an die Westerburger Grafen, zu deren Herrschaft die Gemeinde Winnen lange Zeit gehörte, ebenso aber auch die blaue Feldfarbe.

## Kultur und Sehenswürdigkeiten
Siehe Liste der Kulturdenkmäler in Winnen

### Musik
- Der Männergesangverein Konkordia Winnen tritt bei vielen dörflichen und auch kirchlichen Veranstaltungen auf. Im Jahr 2008 feierte der Chor sein 100-jähriges Jubiläum.

### Sport
- Das Ferien- und Freizeitgebiet „Wiesensee“ bietet Möglichkeiten der sportlichen Betätigung (Baden, Segeln, Surfen, Angeln, 18-Loch-Golfplatz mit Hotelanlage).
- Der TTC Winnen 70 e. V. setzt sich zusammen aus sieben aktiven Tischtennismannschaften, drei Damen- und zwei Kindergymnastikgruppen, einer Herrengymnastikgruppe, sowie einer Freizeitfußballmannschaft. Er hat ca. 300 Mitglieder.

### Öffentliche Einrichtungen
- Dorfgemeinschaftshaus, Grillhütte, Backes

## Wirtschaft und Infrastruktur

### Verkehr
- Östlich der Gemeinde verläuft die B 54, die von Limburg an der Lahn nach Siegen führt.
- Die nächste Autobahnanschlussstelle ist Montabaur an der A 3 (Köln–Frankfurt am Main).
- Der nächstgelegene ICE-Halt ist der Bahnhof Montabaur an der Schnellfahrstrecke Köln–Rhein/Main.